# Norbert Eder
Norbert Alban Eder (* 7. November 1955 in Bibergau, heute zu Dettelbach; † 2. November 2019) war ein deutscher Fußballspieler.

## Sportliche Laufbahn

### Vereinskarriere
Nach zehn Jahren beim Jugendverein VfR Bibergau wechselte Eder als 18-Jähriger im Dezember 1973 zum 1. FC Nürnberg, mit dem er 1974 Deutscher A-Jugendmeister wurde. Sein Profidebüt gab er am 28. August 1974. Bis 1984 absolvierte er 300 Ligaspiele und erzielte dabei 28 Tore für den „Club“, mit dem er 1979 und erneut 1981 in die Bundesliga aufstieg. In der Saison 1979/80 wurde er von seinen Teamkollegen zum Kapitän des 1. FC Nürnberg gewählt. 
Von 1984 bis 1988 gehörte er dem Kader des FC Bayern München an. In vier Spielzeiten absolvierte Eder 132 Ligaspiele und gewann mit seiner Mannschaft vier nationale Titel (dreimal Meister, einmal Pokalsieger). Darüber hinaus kam er zu 28 Europapokaleinsätzen. Seinen einzigen Treffer für die Bayern in einem internationalen Wettbewerb markierte er am 2. März 1988 im Viertelfinalhinspiel des Europapokals der Landesmeister, als ihm das zwischenzeitliche 2:0 beim 3:2-Sieg gegen Real Madrid gelang. Eder gehörte dem Mannschaftsrat des FC Bayern an und stets zu den am häufigsten eingesetzten Spielern, 1985 und 1986 sogar mit den meisten Spielen. Für Mannschaftskollegen wie Ludwig Kögl galt er als Führungsspieler. Insgesamt hatte Eder 286 Spiele in der ersten Bundesliga und 147 in der zweiten Bundesliga absolviert, als er 1988 aus dem deutschen Profifußball ausschied.
Seine Karriere beendete er im Juni 1990 nach zwei Spielzeiten in der Schweiz beim FC Zürich. Mit dem FCZ spielte Eder in der Herbstrunde in der Nationalliga B und qualifizierte sich jeweils für die NLA/NLB-Aufstiegsrunde, wobei 1990 dem Team der Sprung in die Nationalliga A gelang. Eder wurde bei diesem Erfolg aber nicht mehr eingesetzt.

### Auswahleinsätze
Am 16. April 1975 beim 0:0-Unentschieden in Bielefeld im Rahmen der Olympiaqualifikation gegen Spanien spielte Eder erstmals im Trikot der Amateurnationalmannschaft. Seinen ersten Treffer erzielte er am 11. Mai 1977 beim 5:0-Erfolg in Mühlhausen über Frankreich. Sein einziges B-Länderspiel bestritt er am 18. November 1980 in Braunschweig beim 1:0-Sieg über Frankreich.
1986 wurde er drei Wochen vor der Fußball-Weltmeisterschaft 1986 von Franz Beckenbauer erstmals in die A-Nationalmannschaft berufen. Sein Debüt gab er beim Testspiel gegen Jugoslawien. Eder spielte neunmal im Nationaltrikot, davon siebenmal (alle Spiele als Stammspieler) bei der Endrunde der Fußball-WM 1986  in Mexiko. Sein letztes Spiel war das WM-Finale gegen Argentinien, bei dem die DFB-Elf Vizeweltmeister wurde.

### Erfolge
- Vizeweltmeister der WM 1986
- Finalist im Europapokal der Landesmeister 1987 (1:2 gegen den FC Porto)
- Deutscher Meister 1985, 1986, 1987 mit dem FC Bayern München
- DFB-Pokal-Sieger 1986
- Dritter beim UEFA Amateur Cup 1978
- Deutscher A-Jugendmeister 1974 mit dem 1 FC. Nürnberg

## Trainerlaufbahn
Als Trainer übernahm Norbert Eder von 1992 bis 1996 die Verantwortung beim Sportbund Rosenheim, mit dem er einen Aufstieg in die BOL (Bezirksoberliga) erreichte. Daraufhin erfolgte eine Saison beim 1. FC Garmisch-Partenkirchen. Nach einer längeren Pause als Trainer war er von 2006 bis 2008 A-Jugendtrainer beim TSV 1860 Rosenheim in der zweithöchsten Jugendspielklasse, der Bayernliga, und von 2008 bis 2011 Chefcoach des TuS Holzkirchen, den er in der Saison 2010/11 von der Bezirksliga Süd in die Bezirksoberliga führte. Danach zog er sich aus dem aktiven Fußballgeschäft zurück. Norbert Eder besaß die zweithöchste Trainerausbildung (A-Schein).

## Weiterer Werdegang
Eder war verheiratet und hatte zwei Söhne. Ab 1996 betrieb er gemeinsam mit seiner Frau ein Blumengeschäft in Stephanskirchen bei Rosenheim. Seit 2007 besitzt die Familie zudem ein Unternehmen namens eder e:commerce mit Sitz in Raubling bei Rosenheim, das Eder zusammen mit seinen Söhnen führte. Unter dem Dachnamen betrieb er einige Onlineshops für Konsumgüter.
Norbert Eder starb am 2. November 2019 nach langer Krankheit.

## Trivia
Eder galt als harter, aber stets fairer Abwehrspieler. Ein Indiz dafür ist die Tatsache, dass er nur einmal – am 27. September 1986 (8. Spieltag) in der 61. Minute beim 1:1-Unentschieden bei Werder Bremen – die Rote Karte gezeigt bekam.